# امبا ماریام
امبا ماریام (به لاتین: Amba Mariam) یک منطقهٔ مسکونی در اتیوپی است که در Debub Wollo Zone واقع شده‌است.

## خصوصیات
امبا ماریام ۱٬۸۹۹ نفر جمعیت دارد.